# N16 (Togo)
Die N16 ist eine Fernstraße in Togo, die in Kara an der Ausfahrt der N1 beginnt und in Kétao an der Grenze nach Benin endet. In Benin geht sie in die RNIE6 über. Sie ist 26 Kilometer lang.